# Alena Hanáková
Alena Hanáková (* 1. září 1958 Zlín) je česká politička, od prosince 2011 do července 2013 ministryně kultury ve vládě Petra Nečase, bývalá starostka města Vizovic, předsedkyně zlínské krajské rady Sdružení místních samospráv České republiky a v letech 2010 až 2013 poslankyně zvolená na kandidátce TOP 09.

## Vzdělání, profese arodina
V roce 1977 maturovala na Střední pedagogické škole v Boskovicích. V letech 1993–1998 vystudovala učitelství 1. stupně na Pedagogické fakultě Univerzity Palackého v Olomouci. V období 1977–1993 pracovala jako vychovatelka ve školních družinách ve Vizovicích, Zlíně a Kudlově. V letech 1993–2002 učila na ZŠ Vizovice. Je podruhé vdaná, z prvního manželství má dceru Vendulu a syna Jakuba.

## Politická kariéra
Od roku 2002 zasedá v zastupitelstvu města Vizovice, kde v letech 2002–2006 působila jako místostarostka. Ve volebním období 2006–2010 zastávala post starostky. Od roku 2008 předsedá Sdružení místních samospráv České republiky Zlínského kraje. Od krajských voleb 2008 do krajských voleb 2012 zasedala v Zastupitelstvu Zlínského kraje. Poslankyní Poslanecké sněmovny Parlamentu České republiky byla zvolena ve volbách 2010 ve Zlínském kraji jako bezpartijní na kandidátce TOP 09. 20. prosince 2011 byla jmenována ministryní kultury ČR.
Jako ministryně byla kritizována za neschopnost vysvětlit stanoviska svého úřadu v médiích, a to i vlastními spolustraníky. Zejména šlo o dvě její vystoupení v pořadu Události, komentáře, kde vysvětlovala církevní restituce (krátce po nástupu do funkce) a personální změny v Národním divadle. Kritiku vzbudil také průběh tiskové konference k odvolání ředitele Národního divadla.
V komunálních volbách v roce 2018 obhájila post zastupitelky města Vizovice, když vedla jako členka hnutí STAN kandidátku subjektu "NEZÁVISLÍ PRO VIZOVICE" (tj. hnutí STAN a nezávislí kandidáti). V listopadu 2018 se stala opět místostarostkou města. Ve volbách v roce 2022 opět obhájila post zastupitelky města Vizovice, když kandidovala jako členka hnutí STAN za subjekt „NEZÁVISLÍ PRO VIZOVICE“. Opustila však funkci místostarostky města.